# جبل نعيج
جبل نعيج يقع شمال شرق القريات في منطقة الجوف الواقعة شمال السعودية. يبلغ ارتفاع الجبل حوالي 1023 متر.